# Usuário
Os usuários (português brasileiro) ou utilizadores (português europeu) são pessoas ou organizações que utilizam um determinado tipo de serviço e podem ser classificados segundo a área de interesse.
Os usuários em sistemas de informação são agentes externos ao sistema que usufruem da tecnologia para realizar determinado trabalho. Podem ser desde os usuários comuns do sistema até administradores, programadores ou analistas de sistemas.
Já para o código penal, é o indivíduo que 'utiliza' o produto contrabandeado, ou entorpecente (Usuário - no código penal brasileiro artigo 16, na A.E. da U.fscar. 1brto.).
Num sentido mais abrangente, o usuário é qualquer pessoa ou organização para quem o produto ou serviço é concebido e que explora, pelo menos, uma das suas funções, em qualquer momento do seu ciclo de vida.